# Demielinizacja
Demielinizacja – proces patologiczny układu nerwowego polegający na rozpadzie osłonek mielinowych w ośrodkowym lub obwodowym układzie nerwowym.

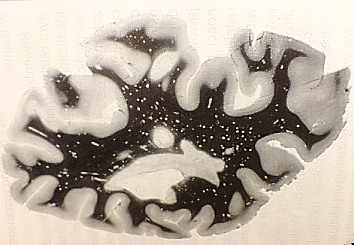
Demielinizacja w barwieniu na mielinę. W obrębie ciemno zabarwionej istoty białej widoczne drobne, okrągłe ogniska demielinizacji

Większość włókien nerwowych (aksonów) otoczonych jest osłonką mielinową, w skład której wchodzi mielina. Za wytwarzanie mieliny w ośrodkowym układzie nerwowym odpowiadają oligodendrocyty, zaś w obwodowym układzie nerwowym komórki Schwanna.

## Patologia

### Ośrodkowy układ nerwowy
- Obraz histopatologiczny:
  - cechy uprzątania, w którym biorą udział makrofagi, zgromadzone głównie w miejscach aktywnego rozpadu mieliny oraz mikroglej, który przerastając może mieć postać pałeczkowatych komórek.
  - cechy naprawy (remielinizacji), w którym bierze udział astroglej o  zróżnicowanej morfologii, czasem kilku jądrach. W ogniskach starszych dochodzi w  dalszym etapie do zagęszczenia włókien glejowych i obładowanych produktami rozpadu mieliny makrofagów w okolicach naczyń; poza tym rejonem maleje liczba ciał komórek astrocytarnych, podścielisko ulega rozrzedzeniu i tworzy się blizna glejowa.

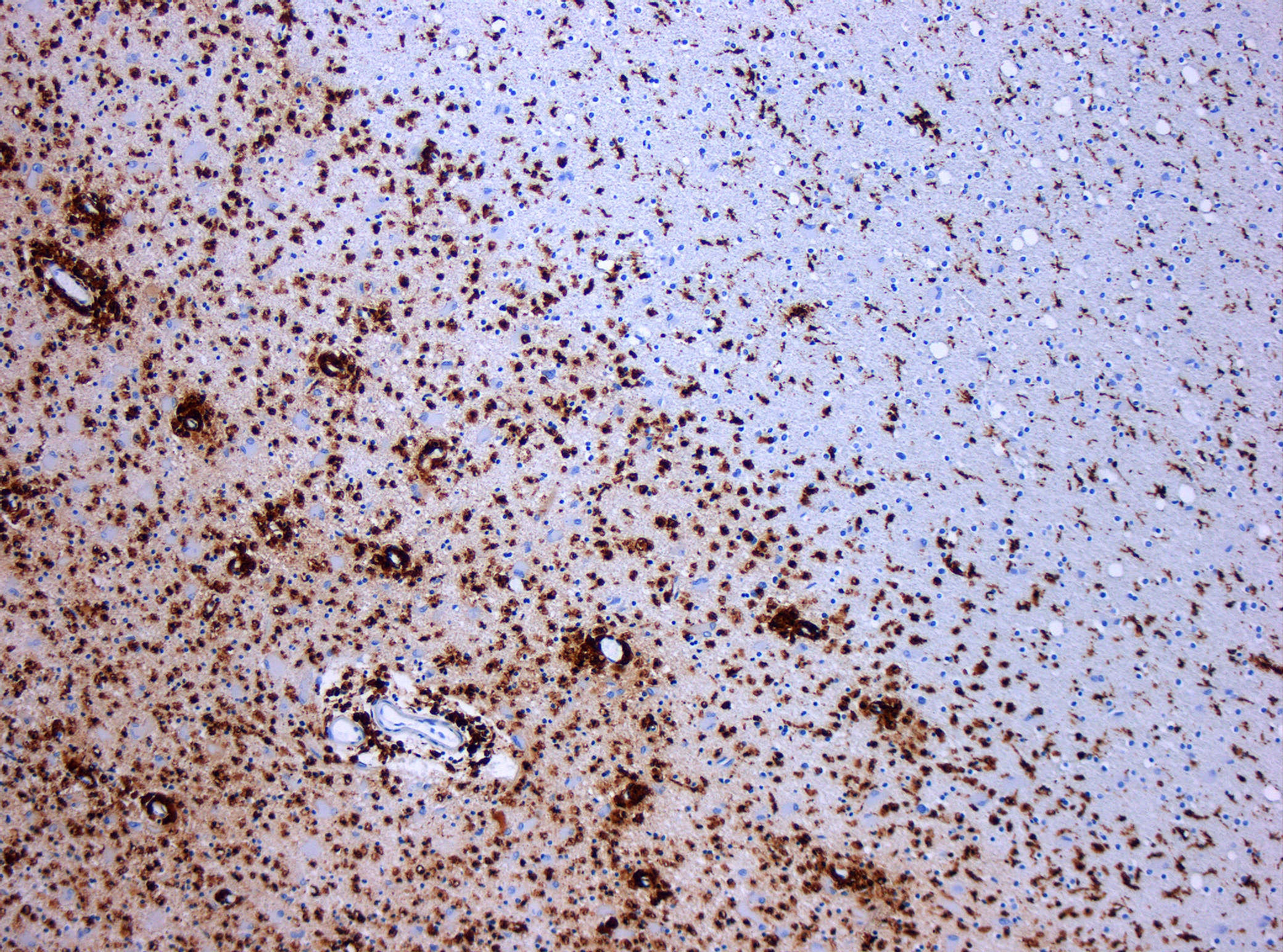
Mikrofotografia zmian demielinizacyjnych w stwardnieniu rozsianym. Immunohistochemia – barwienie na obecność antygenu CD68 pokazuje liczne makrofagi (brązowe); powiększenie 10x

- W obrazie makroskopowym (widocznym gołym okiem):
  - świeże zmiany – ogniska obniżonej konsystencji, z szaro-różowym zabarwieniem
  - stare zmiany – ogniska o większej spoistości, w dotyku twardsze, o barwie szaro-brązowej.

Przykładowe procesy patologiczne prowadzące do demielinizacji w ośrodkowym układzie nerwowym:
- stwardnienie rozsiane,
- mielinoliza centralna mostu,
- choroba Marchiafavy-Bignamiego.

### Obwodowy układ nerwowy
Demielinizacja odcinkowa oznacza rozpad osłonki mielinowej w obrębie części lub całego międzywęźla z zaoszczędzeniem samego aksonu. Proces ten prowadzi wtórnie do pobudzenia komórek Schwanna – ich proliferacji i wzrostu syntezy składników mieliny.
Gdy proces uszkadzający jest jednorazowy niemal zawsze dochodzi do naprawy i całkowitej remielinizacji. W stanach przewlekłych może dochodzić do na przemian zachodzących procesów demielinizacji i następczej remielinizacji – powstawać mogą tzw. twory cebulowate.
- Struktury cebulowate (ang. onion bulbs) – powstają wskutek znacznego rozplemu kolagenu i intensywnej proliferacji komórek osłonki (komórek Schawanna), co daje na przekroju obraz okrężnie ułożonych warstw na zewnątrz włókna.

Przykładowe procesy patologiczne prowadzące do obwodowej demielinizacji:
- toksyna błonicza,
- niektóre związki chemiczne – heksachlorofen,
- zespół Guillaina-Barrégo,
- przewlekła zapalna polineuropatia demielinizacyjna,
- dziedziczne neuropatie czuciowo-ruchowe (choroba Charcota, Mariego i Tootha)